# Nathan Page
Nathan Page es un actor australiano, conocido por interpretar a Jack Robinson en la serie Miss Fisher's Murder Mysteries.

## Biografía
Fue un ciclista profesional y se entrenó en el Australian Institute of Sport.[cita requerida]

## Carrera
En el 2003, apareció como personaje recurrente en la serie The Secret Life of Us donde dio vida a Charlie.
En el 2007 apareció como invitado en un episodio de la exitosa serie australiana Home and Away donde interpretó al criminal Colin Marshall asociado con el oficial corrupto George Watson (Paul Barry).
En el 2008 apareció en un episodio de la serie médica All Saints donde interpretó a Blair Williams en el episodio "It Ain't Necessarily So", más tarde en el 2009 apareció nuevamente en la serie ahora interpretando a Paul durante el episodio "Safe Haven".
En el 2009 interpretó al ladrón Ray "Chuck" Bennett en la serie Underbelly: A Tale of Two Cities.
En el 2011 apareció en la miniserie Paper Giants: The Birth of Cleo donde interpretó a Alasdair "Mac" Macdonald, el esposo de Ita Buttrose (Asher Keddie).
En el 2012 se unió al elenco principal de la serie Miss Fisher's Murder Mysteries donde interpreta al detective inspector de la policía John "Jack" Robinson, hasta ahora.
En el 2013 se unirá al elenco de la serie Underbelly: Squizzy, la sexta temporada de la serie Underbelly.
En agosto del 2014 se anunció que aparecería en la miniserie Hiding.

## Filmografía

### Series de televisión
| Año         | Título                           | Personaje                | Notas                      |
| ----------- | -------------------------------- | ------------------------ | -------------------------- |
| 2018        | Olivia Newton-John               | Gavin de Becker          | ep. #1.2 - miniserie       |
| 2015        | Hiding                           | Kosta "Koz" Krilich      | 8 episodios - miniserie    |
| 2012 - 2015 | Miss Fisher's Murder Mysteries   | John "Jack" Robinson     | 34 episodios               |
| 2013        | Underbelly: Squizzy              | Henry Stokes             | 4 episodios                |
| 2012        | Redfern Now                      | Detective de Homicidios  | episodio "Pretty Boy Blue" |
| 2011        | Paper Giants: The Birth of Cleo  | Alasdair "Mac" Macdonald | 2 episodios - miniserie    |
| 2009        | All Saints                       | Paul                     | episodio "Safe Haven"      |
| 2007        | Home and Away                    | Colin Marshall           | episodio # 1.4532          |
| 2009        | Underbelly: A Tale of Two Cities | Ray "Chuck" Bennett      | 3 episodios                |
| 2003        | The Secret Life of Us            | Charlie                  | 12 episodios               |
| 2002        | White Collar Blue                | Rick Calliope            | episodio # 1.4             |

### Películas
| Año  | Título                            | Personaje            | Notas |
| ---- | --------------------------------- | -------------------- | --- |
| 2013 | Vote Yes                          | Howard               | corto - junto a Mirrah Foulkes, Miranda Tapsell y Hamish Maclennan                                        |
| 2011 | Sleeping Beauty                   | Empresario           | junto a Rachael Blake, Chris Haywood, Michael Dorman, Ewen Leslie y Mirrah Foulkes                        |
| 2011 | Panic at Rock Island              | Matthew Cross        | junto a Zoe Cramond, Vince Colosimo, Damian Walshe-Howling, Viva Bianca, Anna Hutchison y Marshall Napier |
| 2010 | Wicked Love: The Maria Korp Story | Detective Bradley    | junto a Rebecca Gibney, Vince Colosimo, Renae Berry, Jessica Tovey y Clarissa House                       |
| 2009 | The Boys Are Back                 | Headbutter           | junto a Clive Owen, Emma Booth, Chris Haywood, Erik Thomson, Lewis Fitz-Gerald y Emma Lung                |
| 2009 | Accidents Happen                  | Hombre en el Bingo   | junto a Joel Tobeck, Erik Thomson, Geena Davis, Damien Garvey, Viva Bianca y Sebastian Gregory            |
| 2008 | Scorched                          | Gavin                | junto a Rachael Carpani, Georgie Parker, Vince Colosimo, Les Hill, Brittany Byrnes y Bobby Morley         |
| 2007 | Noise                             | Nigel Gower          | junto a Brendan Cowell, Dennis Coard, Nicholas Bell y Katie Wall                                          |
| 2006 | Alex's Party                      | Traficante de Drogas | corto - junto a Bob Baines, Emma Booth, Aaron Davison, Zachary Garred y Rebel Penfold-Russell             |
| 2000 | Sample People                     | Len                  | junto a Kylie Minogue, Ben Mendelsohn, Joel Edgerton, Simon Lyndon, Justin Rosniak y Rhett Giles          |
| 1999 | Strange Fits of Passion           | Simon                | junto a Samuel Johnson, Anni Finsterer, Bojana Novakovic, Rob Carlton y Jack Finsterer                    |

### Escritor
| Año  | Título    | Notas           |
| ---- | --------- | --------------- |
| 2007 | Nightcafe | obra - escritor |

### Teatro
| Año  | Obra                                          | Personaje | Director (a)     | Teatro              | Notas                                                                  |
| ---- | --------------------------------------------- | --------- | ---------------- | ------------------- | ---------------------------------------------------------------------- |
| 2007 | Nightcafe                                     | -         | Gavin Webber     | -                   | junto a Kate Harman, Alice Hinde y Kyle Page                           |
| 2006 | Peribanez                                     | -         | Neil Armfield    | Seymour Theatre     | junto a Leeanna Walsman, Socratis Otto y Nathaniel Dean                |
| 2006 | Been So Long                                  | -         | Syd Brisbane     | -                   | junto a Evan Jureidini, Hannah Norris y Brendan Rock                   |
| 2005 | Already Elsewhere                             | -         | Kate Champion    | Drama Theatre       | junto a Fiona Cameron, Kirstie McCracken y Byron Perry                 |
| 2004 | A Midsummer Night's Dream                     | -         | Benedict Andrews | Belvoir St. Theatre | junto a Jacek Koman, Tim Draxl, Anthony Phelan y Socratis Otto         |
| 2003 | Who's Afraid of Virginia Woolf?               | -         | David Field      | -                   | junto a Loretta Brades, Rosalba Clemente y Peter Kowitz                |
| 2002 | Same But Different                            | -         | Kate Champion    | -                   | junto a Brian Harrison, Shaun Parker y Byron Perry                     |
| 2001 | Design for Living                             | -         | Rodney Fisher    | Playhouse Theatre   | junto a Josephine Byrnes, Narjic Fogerty, Patrick Frost y Rhys Muldoon |
| 1998 | Macbeth                                       | -         | Rodney Fisher    | -                   | junto a Laurence Coy, Essie Davis, Jeremy Sims y John Walter           |
| 1997 | Features of Blown Youth                       | -         | Benedict Andrews | The Queens Theatre  | junto a Valerie Berry, Syd Brisbane y Richard Kelly                    |
| 1997 | Mercedes/In the Solitude of the Cotton Fields | -         | -                | The Queens Theatre  | junto a Rebecca Harvey y Frank Whitten                                 |
| 1996 | The Lower Depths                              | -         | Rosalba Clemente | Price Theatre       | junto a Jody Anderson, Pamela Graham y Jane Walker                     |
| 1996 | Anger's Love                                  | -         | Peter Dunn       | The Street Theatre  | junto a Josh McIntyre, Gabrielle Reilly y Sean Weatherly               |
| 1995 | The Fairy Queen                               | -         | Jack Edwards     | Scott Theatre       | junto a Catriona Barr, Pamela Graham y Samantha Rogers                 |